# Lorenzoni-Repetiersystem

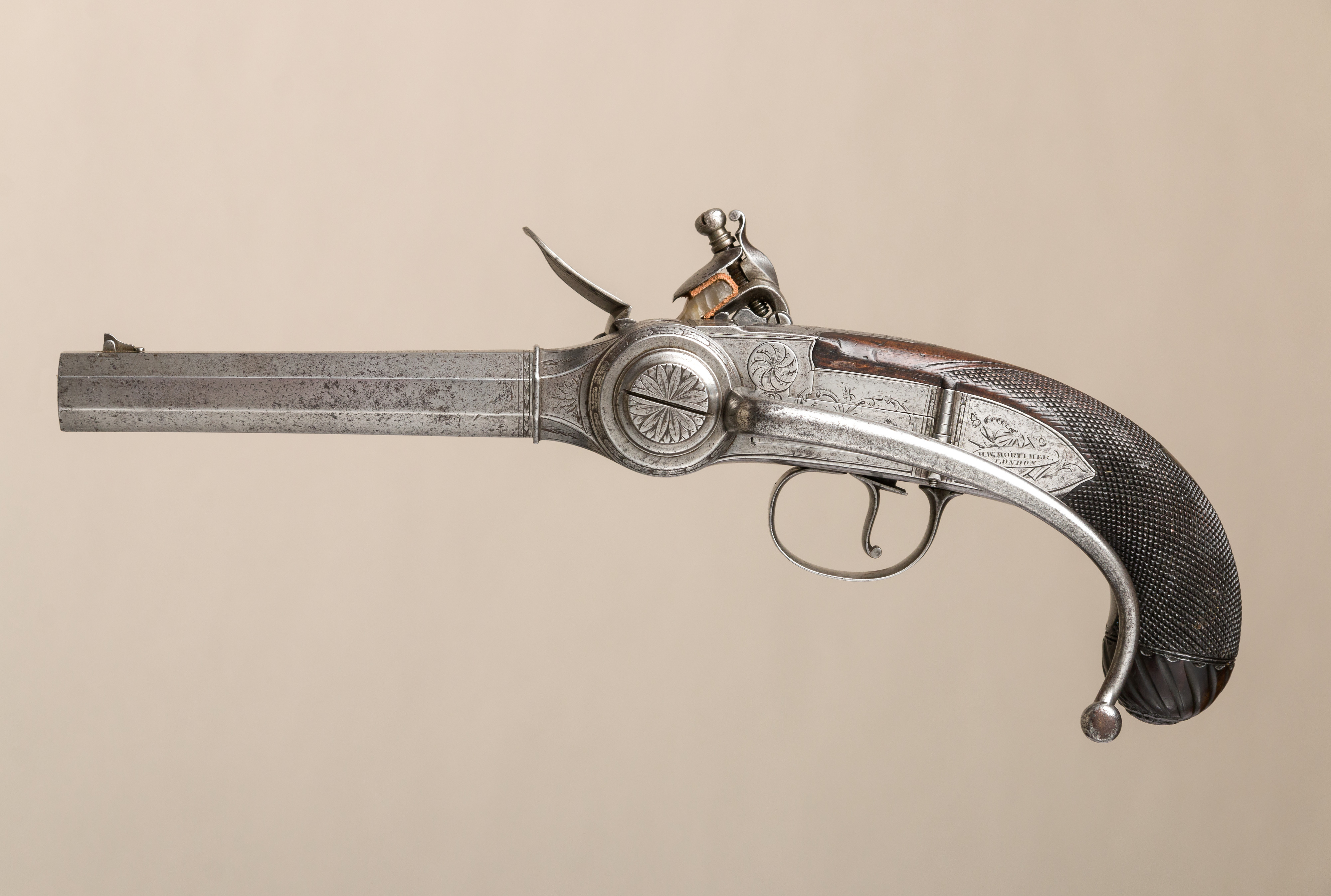
Pistole; Blick auf Walze mit Hebel. Hinter dem Hebel befindet sich an einem Scharnier die Klappe des Magazins.

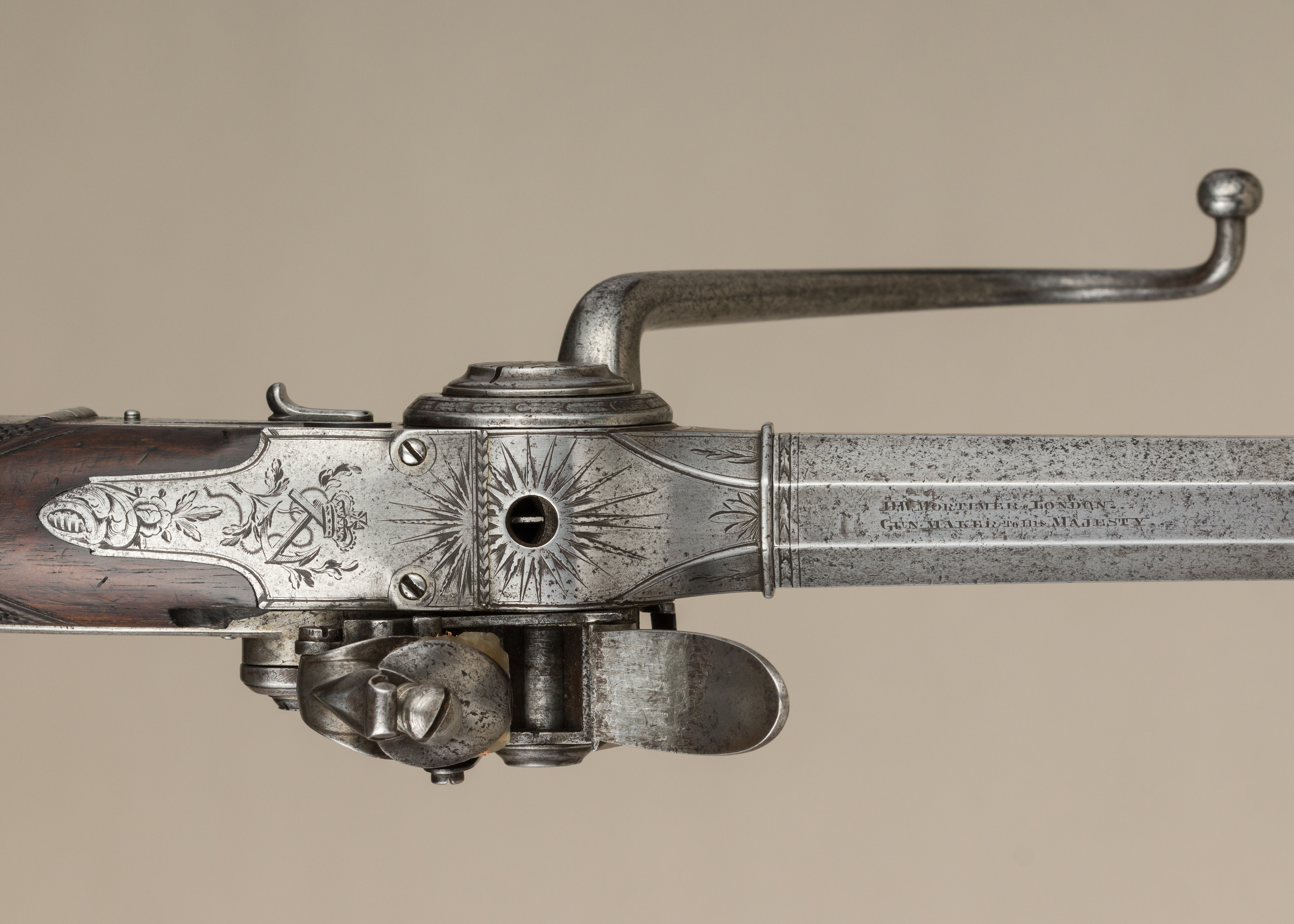
Pistole, Blick auf die Oberseite, durch das Prüfloch ist die Ladungskammer sichtbar. Der Steg verhindert, dass die Kugel aus dem Kugelmagazin in die Ladungskammer fällt.

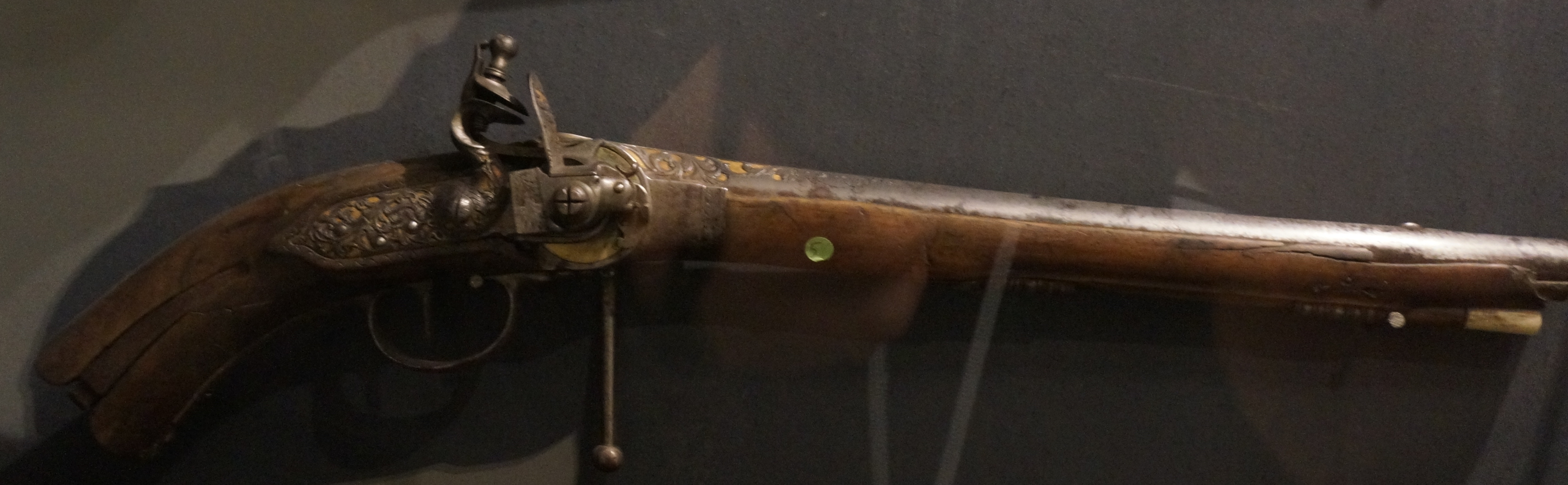
Pistole mit einem kurzen Hebel. An dem Schloss ist das kleine Pulvermagazin für das Zündkraut sichtbar.

Das Lorenzoni-Repetiersystem wurde um 1680 in Italien entwickelt und in frühen Hinterlader- und Repetierwaffen verwendet. Es gilt zwar als das ausgereifteste, das es für Steinschlosswaffen gab, aber es war aufwendig herzustellen und nur bedingt sicher und zuverlässig. Daher war es nicht sonderlich weit verbreitet, wurde aber von verschiedenen Büchsenmachern noch bis Anfang des 19. Jahrhunderts kopiert.

## Geschichte
Mitte des 17. Jahrhunderts experimentierten verschiedene Büchsenmacher, wie Mehrlade- bzw. Repetierwaffen mit dem damaligen Steinschloss konstruiert werden könnten. Es wurden mehrere Arten Magazin- und Repetiersysteme für Geschosse und loses Schwarzpulver entwickelt. Der Deutsche Peter Kalthoff, der auch in den Niederlanden und Dänemark tätig war, konstruierte sein Kalthoff-Repetiersystem im Jahre 1640.
Ende des 17. Jahrhunderts erschien ein neues Repetiersystem, das eine markante Verbesserung gegenüber dem verwandten Kalthoff-Repetiersystem war und dem italienischen Büchsenmacher Lorenzoni zugeschrieben wird. Michele Lorenzoni (geboren vor 1683, gestorben 1733) aus Siena arbeitete in Florenz im Dienste der Medici. Die frühsten Belege seines Wirkens an einer Repetierwaffe stammen aus dem Jahr 1684. Es ist deshalb anzunehmen, dass das System um 1680 entwickelt worden ist.
Ob Lorenzoni wirklich der tatsächliche Erfinder war, ist umstritten. Auch andere italienische Büchsenmacher wie Giacomo Berselli aus Bologna und später Rom (Schaffenszeit ca. 1660–1700) sowie Bartholomeo Cotel aus Genua (Schaffenszeit ca. 1670–1700) kommen in Frage, weil sie ebenfalls Waffen mit diesem Repetiersystem herstellten. In England stellte am Ende des 17. Jahrhunderts John Cookson Waffen mit diesem System her.
Anfang des 18. Jahrhunderts nahm das Interesse an dem Repetiersystem ab. Möglicherweise wurden die Grenzen und Unzulänglichkeiten des Systems bekannt. Das System erlebte in der zweiten Hälfte des 18. Jahrhunderts eine Renaissance. Waffen mit dem Lorenzoni-Repetiersystem wurden von bekannten englischen Büchsenmachern wie Henry Nock (1741–1804), Harvey Walklate Mortimer (1753–1819) oder der Wilson-Familie sowie Ivan Polin aus Tula in Russland hergestellt.
Trotz aller Unzulänglichkeiten blieb das Lorenzoni-Repetiersystem bis zur Einführung des Perkussionsrevolvers ab Mitte des 19. Jahrhunderts das zuverlässigste Repetiersystem.

## Technik

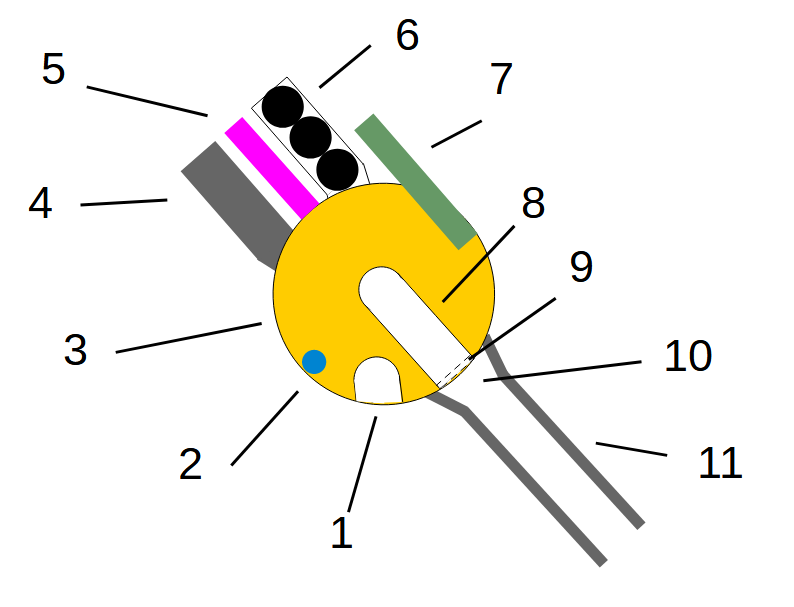
Prinzipdarstellung
– ohne Zündkrautmagazin

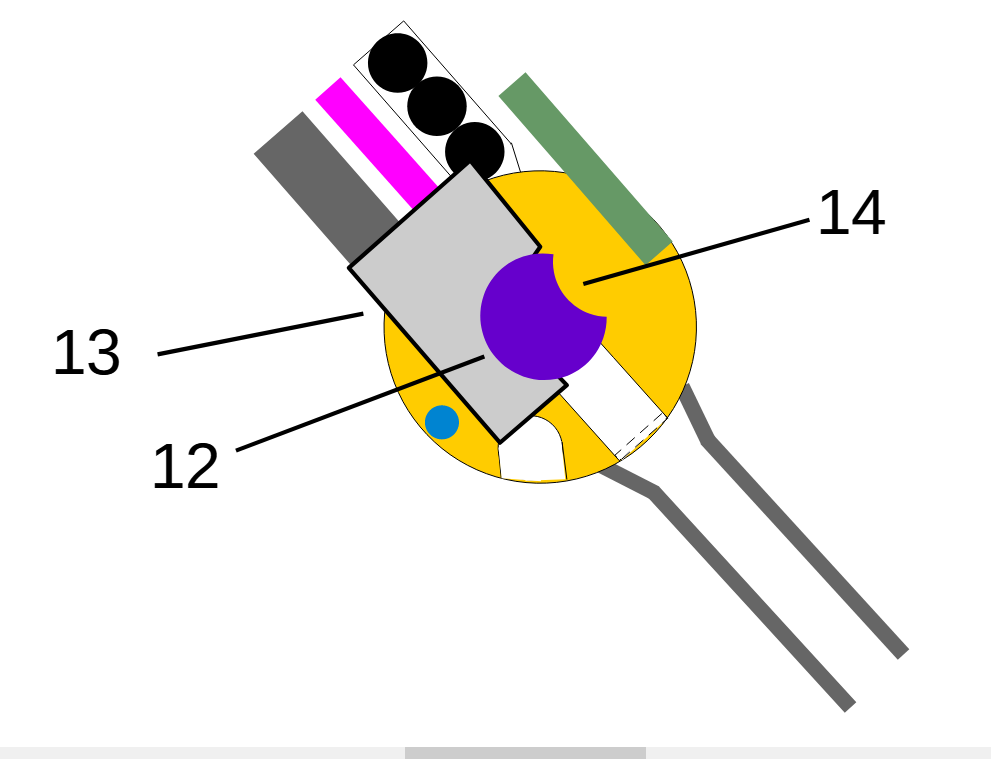
Prinzipdarstellung
– mit Zündkrautmagazin

Das Lorenzoni-Repetiersystem wurde hauptsächlich für Pistolen, aber auch für Musketen verwendet; das Prinzip blieb gleich, Unterschiede liegen hauptsächlich in der Position und Größe der Magazine. Im Pistolengriff bzw. Hinterschaft der Muskete befinden sich zwei Röhrenmagazine, eins für Pulver (4) und eins für Geschosse (6). Bei Musketen kann Munition für bis zu 20 Schuss untergebracht werden; bei Pistolen gibt es für die Röhrenmagazine weniger Platz, entsprechend reicht die Munition für bis zu 10 Schuss. Die Magazine sind über Klappen entweder seitlich oder hinten am Griff bzw. Schaft zum Befüllen zugänglich.
Zwischen dem Lauf (11) und den beiden Röhrenmagazinen befindet sich eine horizontale Walze (3), die mit einem Hebel (5) vom Schützen gedreht werden kann. Der Hebel ist auf der Gegenseite des Schlosses an der Walze befestigt. Die Walze hat zwei Aushöhlungen, eine flache (1) für die Aufnahme des Geschosses und eine tiefere (8) als Ladungskammer für das Schwarzpulver. Die Ladungskammer ist über einen Zündkanal mit dem Zündloch des Steinschlosses verbunden. An der Walze ist ein Mitnehmer (2) angebracht, um mit einer Schubstange (7) das Steinschloss zu spannen.
Für das Zündkraut gibt es ein separates, kleines Pulvermagazin (13) am Steinschloss. Eine Welle an der Walze unterhalb der Pfanne (12) ragt in das Zündkrautmagazin. Wird die Walze vom Schützen gedreht, dreht sich diese Welle mit. Sie hat ebenfalls eine Aushöhlung (14). Während des Ladevorgangs wird die Welle so gedreht, dass die Aushöhlung in das Zündkrautmagazin taucht. Dort nimmt sie die erforderliche Menge Zündkraut auf und wird dann wieder zurückgedreht. In der schussbereiten Position bildet die Aushöhlung den Boden der Pfanne.
Bei vielen Waffen dieser Art ist der glatte Lauf abschraubbar.
Bei den meisten Waffen gibt es im Rahmen über der Walze ein Prüfloch. Damit konnte der Schütze überprüfen, ob das Geschoss und die Ladungskammer korrekt geladen waren. Bei manchen Waffen gab es eine zusätzliche Öffnung im Rahmen unterhalb der Walze; durch sie sollte überschüssiges Schwarzpulver, das sich zwischen Walze und Rahmen ansammelte, herausfallen.
Ladevorgang (ohne Berücksichtigung des Zündkrautmagazins):
1. Um die Waffe zu laden, muss der Schütze die Mündung nach unten halten und den Hebel nach unten (ähnlich wie bei einem Unterhebelrepetierer) in Richtung Lauf drehen.
2. Bei etwa 135° passiert die Ladungskammer das Geschossmagazin. Die Ladungskammer hat am Eingang einen Schutz in Form eines Stegs bzw. Kreuzes (9) aus Metall, der verhindert, dass ein Geschoss in dieser Position in die Ladungskammer fällt. Etwa in dieser Position beginnt der Mitnehmer den Pfannendeckel des Steinschlosses zu schließen und mit einer Schubstange den Hahn zu spannen.
3. Bei etwa 225° liegt die Ausbuchtung für Geschosse unter dem Geschossmagazin und die Ladungskammer unter dem Pulvermagazin. Durch Schwerkraft rutschen das Geschoss und das Schwarzpulver aus den Magazinen in die dafür vorgesehenen Ausbuchtungen hinein. Der Pfannendeckel ist geschlossen und der Hahn gespannt.
4. Der Schütze dreht den Hebel wieder in die andere Richtung zurück. Zunächst fällt das Geschoss in das verbreiterte Mundstück (10) des Laufs. Da sich der Lauf verjüngt, fällt das Geschoss nicht weiter hinein.
5. Der Schütze dreht den Hebel samt Walze in die Ausgangsposition. Dadurch wird die Ladungskammer mit dem Schwarzpulver hinter dem Geschoss im Lauf positioniert. Die Waffe ist schussbereit.[1][2][5][3][4][9]

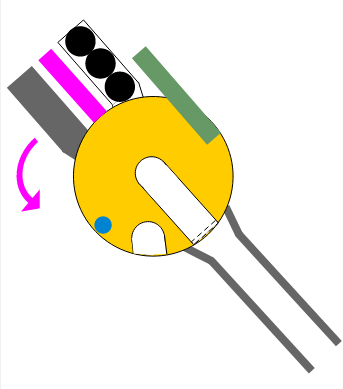
1
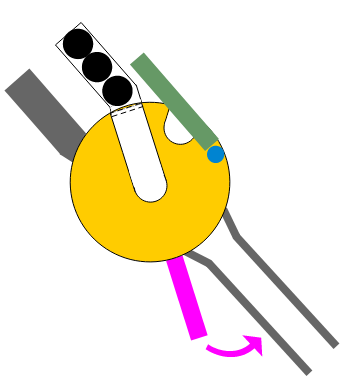
2
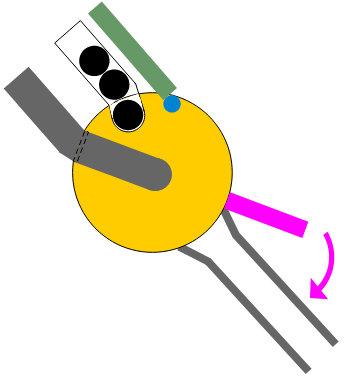
3
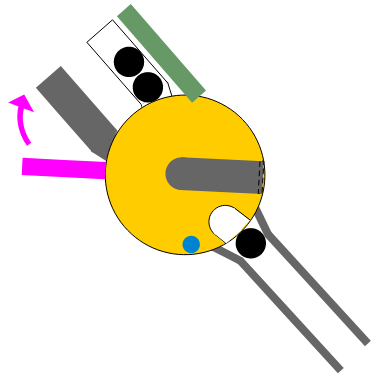
4
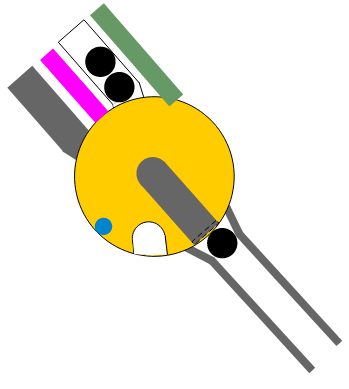
5

## Bewertung
Das Lorenzoni-Repetiersystem hat wie auch der moderne Revolver keinen gasdichten Verschluss. Der Mechanismus musste sehr sorgfältig, d. h. mit geringen Toleranzen, gefertigt werden. Sonst bestand die Gefahr, dass sich Schwarzpulverreste an der Walze sammeln und Funken vom Abschuss um die Walze zum Pulvermagazin zurückwandern und es zur Explosion bringen. Eine gasdichte Liderung ließ sich beim damaligen Stand der Technik nicht herstellen. Das war erst viel später mit weichmetallischen Patronenhülsen möglich, die sich beim Abschuss an die Wände des Patronenlagers anschmiegen und so eine Gasdichtigkeit gewährleisten. Auch konnte zurückgebliebene Glut in der Ladungskammer beim Zurückschwenken an das Pulvermagazin zur Explosion des Magazins führen. Einige erhaltene Exemplare mit aufgesprengten Magazinen bezeugen, dass die Gefahr für den Schützen groß war. Auf der anderen Seite gibt es aber auch erhaltene Exemplare, die eine starke Abnutzung zeigen. Offensichtlich wurden mit ihnen viele Schüsse erfolgreich abgegeben, so dass sie für ihre Schützen sicher genug waren.
Im praktischen Gebrauch war der Mechanismus sicherlich anfällig für Verklemmen, wenn sich Rückstände des verbrannten Schwarzpulvers oder sonstige Verschmutzungen zwischen Walze und Rahmen ansammelten.
Nur die besten Büchsenmacher ihrer Zeit konnten Waffen mit dem Lorenzoni-Repetiermechanismus herstellen. Die aufwendige Herstellung machte die Waffen sehr teuer, weshalb sie nur von wohlhabenden Privatpersonen gekauft wurden.